# GanttProject
GanttProject — программа, предназначенная для планирования проектов на основе построения диаграмм Гантта и диаграмм типа PERT. Поддерживается импорт/экспорт документов Microsoft Project. Программа разработана на языке Java. Распространяется на условиях GNU General Public License.
Поддерживает вывод отчётов в различных форматах, включая HTML и PDF.